# Adriaan Bloemaert
Adriaan Bloemaert (d. 1666) var maleren Abraham Bloemaerts fjerde søn. Han blev oplært som maler af sin far og senere sendt til Italien for videre studier. Efterfølgende besøgte han Wien hvor han fik nogle opgaver og senere bosatte han sig mere permanent i Salzburg, hvor han blev dræbt i en duel i 1666. Han malede portrætter og billeder med historiske motiver som havde noget succes i samtiden.